# شیرلی براشر
 شیرلی براشر (انگلیسی: Shirley Brasher؛ زادهٔ ۱۳ ژوئن ۱۹۳۴) یک تنیس‌باز اهل ایران است.